# Barbacoll pitblanc
El barbacoll pitblanc (Malacoptila fusca) és una espècie d'ocell de la família dels bucònids (Bucconidae) que habita la selva humida i altres formacions boscoses del sud-est de Colòmbia, sud de Veneçuela, Guaiana, est de l'Equador i del Perú i oest del Brasil.